# Rosario de amor
Rosario de amor fue una telenovela mexicana producida por Irene Sabido para Televisa en 1978.

## Argumento
Flora tiene un grave problema cardíaco y debe llevar una vida tranquila. Decide escribir un libro: una historia de amor entre Elena y Pablo. Elena no es una mujer hermosa, pero es inteligente, sensata y tiene buena voz. Pablo es un pintor que ama solo a las mujeres hermosas. Elena lo rechaza porque cree que sus intenciones no son serias. Entonces Pablo tiene un accidente y se queda ciego. Elena finge ser enfermera para curarlo. Pablo se enamora de ella, pero todavía ama a 'su' Elena. Al final de la historia Pablo recupera la vista y se casa con ella. En cuanto a Flora, su deseo de vida se hace realidad.

## Reparto
- Chela Castro como Elena Palacios.
- Pedro Armendáriz Jr. como Pablo Santacruz.
- Anita Blanch como Flora.
- Fernando Larrañaga como Alex.
- Nubia Martí como María.
- Flor Procuna como Gabriela.
- Miguel Suárez como Simón.
- Magda Victoria como Sara.
- Chela Nájera como Gina.